# Alexander Du Toit
Alexander Du Toit (ur. 14 marca 1878 w Newlands w Republice Południowej Afryki, zm. 25 lutego 1948 w Kapsztadzie) – geolog południowoafrykański. 
Na początku lat 20. XX wieku, wraz z Alfredem Wegenerem, sformułował koncepcję dryfu kontynentów, uściślając argumenty Wegenera. Intensywnie badał także nieckę Karoo. 

## Życiorys
W 1933 został laureatem brytyjskiego Medalu Murchisona. 

## Ważniejsze prace
- du Toit, A.L. (1926) The Geology of South Africa, Oliver & Boyd, London, UK
- du Toit, A.L. and Reed, F.R.C. (1927) A Geological Comparison of South America with South Africa, Carnegie Institution of Washington, Washington, USA
- du Toit, A.L. (1937) Our Wandering Continents; An Hypothesis of Continental Drifting, Oliver & Boyd, London, UK